# Grčko-urugvajski odnosi
|         |       |
| Urugvaj | Grčka |

Grčko-urugvajski odnosi odnose se na bilatelarne odnose između Grčke i Urugvaja. Diplomatske odnose države su međusobno uspostavile još 1928. godine. Grčka ima veleposlanstvo u Montevideu. Urugvaj ima veleposlanstvo u Ateni.
Grčka i Urugvaj su između sebe sklopila tri dogovora: sporazum o međusobnom ukidanju viza za diplomatske ili službene putovnice, sporazum o socijalnoj sigurnosti i sporazum o kulturnoj suradnji.

## Poveznice
- Grci u Urugvaju
- Putovnica Grčke
- Putovnica Urugvaja